# Zărnești, Argeș
Zărnești este un sat în comuna Mălureni din județul Argeș, Muntenia, România.